# Ogulnia fuscitarsis
Ogulnia fuscitarsis là một loài tò vò trong họ Ichneumonidae.